# Manaquí dorsiblau
El manaquí dorsiblau (Chiroxiphia pareola) és una espècie d'ocell sud-americà de la família Pipridae que pobla les selves de Veneçuela, les Guaianes, part del Brasil i Colòmbia i l'illa de Tobago, on es troba una subespècie endèmica (Chiroxiphia pareola atlantica).